# Paracles nadiae
Paracles nadiae là một loài bướm đêm thuộc phân họ Arctiinae, họ Erebidae.